# Pavel Fuksa
Pavel Fuksa (* 20. prosince 1982) je český grafický designér, ilustrátor a tvůrce reklamních kampaní. 
V roce 2014 byl zařazen mezi 30 nejlepších grafických designérů světa magazínem Computer Arts, třikrát byl zařazen mezi 200 nejlepších ilustrátorů světa Lürzer's Archive (2014, 2016, 2018). Pracuje v Praze, Dubaji, Finsku, dříve také například v Kataru, Egyptě a na Slovensku. Tvoří reklamní kampaně a grafický design pro klienty na českém trhu i v zahraničí. Pracuje na volné noze, dříve působil jako kreativní ředitel pro agentury JANDL Bratislava, Labstore, JWT Dubai nebo TBWA Dubai. Jeho kampaně a práce jsou oceňovány na zahraničních kreativních soutěžích (D&AD, Cannes, Epica, NYF, Eurobest, ADC*E), on sám se pravidelně účastní porot zahraničních festivalů. Jeho díla jsou ideovým návratem k ruční výrobě grafiky. Studoval na Fakultě umění a designu Univerzity Jana Evangelisty Purkyně v Ústí nad Labem, ale nedokončil ji.
Vizuálně jsou jeho ilustrace velmi barevné, geometrické a s minimalistickými tvary. Často do nich implementuje také český černý humor.